# DT Андромеды
DT Андромеды (лат. DT Andromedae) — одиночная переменная звезда в созвездии Андромеды на расстоянии (вычисленном из значения параллакса) приблизительно 5772 световых лет (около 1770 парсеков) от Солнца. Видимая звёздная величина звезды — от +14m до +13m.

## Характеристики
DT Андромеды — красная пульсирующая полуправильная переменная звезда (SR) спектрального класса M8. Эффективная температура — около 3300 K.